# Награды Брянской области
Награды Брянской области — награды субъекта Российской Федерации учреждённые законодательными актами Брянской области, в том числе:
- законом Брянской области от 16 ноября 2000 года «О почётных званиях Брянской области и наградах высших органов государственной власти Брянской области»[1].
- постановлением администрации Брянской области от 2 декабря 2003 года № 551 «Об утверждении положения о наградах Губернатора Брянской области»[2].
- законодательными актами Брянской областной Думы, администрации и Главы города Брянска[3].

Награды Брянской области учреждены в целях морального стимулирования (награждения) людей и коллективов за выдающиеся заслуги, получившие широкое общественное признание, способствующие развитию и повышению авторитета Брянской области, росту благосостояния её населения.
Награждение наградами Брянской области является одним из важнейших стимулов поощрения за заслуги перед областью в государственном строительстве, экономике, науке, культуре, искусстве, воспитании, просвещении, охране здоровья, жизни и прав граждан, благотворительной деятельности и иные заслуги и достижения, получившие широкое общественное признание.

## Виды наград Брянской области

### Высшая награда
| Изображение награды                 | Наименование награды                         | Дата учреждения      | Правила награждения | Источник |
| ----------------------------------- | -------------------------------------------- | -------------------- | --- | --- |
| Нагрудный знак Почётного гражданина | Звание «Почётный гражданин Брянской области» | 24 октября 2007 года | Звание «Почётный гражданин Брянской области» является высшей степенью признательности жителей области. Звание присваивается гражданам Российской Федерации, проживающим на территории Брянской области. В исключительных случаях звание может присваиваться жителям иных регионов, а также гражданам иностранных государств. Звание присваивается за выдающиеся заслуги, получившие широкое общественное признание в области и за её пределами и способствующие развитию области. Звание не может быть присвоено: - лицу, замещающему государственную должность Российской Федерации, государственную должность субъекта Российской Федерации; - высшему должностному лицу муниципального образования; - главе местной администрации. Лицу, замещавшему одну из указанных должностей, звание может быть присвоено не ранее, чем через год после прекращения срока его полномочий или работы в данной должности. Звание не может быть присвоено лицу, имеющему неснятую или непогашенную судимость. Лицу, удостоенному звания, вручается Диплом Почётного гражданина, нагрудный знак и удостоверение к званию, положения о которых и описание которых утверждаются постановлением Брянской областной Думы. | Закон Брянской области от 24 октября 2007 года "О звании «Почётный гражданин Брянской области»" --- Постановление Брянской областной Думы от 26 июня 2008 года № 4-1821 "Об утверждении описаний и положений о дипломе, нагрудном знаке, удостоверении и правилах ношения нагрудного знака к Почётному званию «Почётный гражданин Брянской области»" |

### Почётные звания
| Изображение награды                           | Наименование награды                           | Дата учреждения    | Правила награждения | Источник |
| --------------------------------------------- | ---------------------------------------------- | ------------------ | --- | --- |
| Нагрудный знак «Герой труда Брянской области» | Почётное звание «Герой труда Брянской области» | 31 марта 2022 года | Почётное звание «Герой труда Брянской области» присваивается гражданам РФ, иностранным гражданам, лицам без гражданства независимо от места их проживания или пребывания, которые добились выдающихся результатов в государственной, общественной и хозяйственной деятельности, внесли значительный вклад в социально-экономическое развитие Брянской области, в том числе в развитие промышленного и сельскохозяйственного производства, транспорта, строительства, науки, культуры, образования и здравоохранения, а также иных областей деятельности. К присвоению почётного звания представляются лица, имеющие общий трудовой стаж не менее 20 лет, проработавшие в организациях различных форм собственности в Брянской области не менее 15 лет, в трудовом коллективе по последнему месту работы — не менее 5 лет, трудовые отличия которых ранее были отмечены наградами органов государственной власти или органов местного самоуправления Брянской области, а также руководители градообразующих и иных организаций, обеспечивающих создание новых рабочих мест и уровень заработной платы не ниже средней по соответствующей отрасли в Брянской области в течение последних пяти лет, обеспечивающих своевременное исполнение обязательств перед бюджетами всех уровней по перечислению налогов и других обязательных платежей. Почетное звание ежегодно присваивается не более чем двум гражданам. | Постановление Брянской областной думы от 31 марта 2022 года № 7-872 «Об учреждении почётного звания Брянской области "Герой труда Брянской области"» |
| Образец нагрудного знака к Почётным званиям   | Почётные звания Брянской области               | ***                | Почётные звания Брянской области учреждены для награждения граждан за заслуги и большой личный вклад в социально-экономическое и культурное развитие Брянской области, высокое профессиональное мастерство, добросовестный труд, способствующие развитию Брянской области. Почётные звания присваиваются лицам, внёсшим значительный вклад в сфере профессиональной и творческой деятельности. В настоящее время установлены следующие почётные звания: - Заслуженный работник культуры Брянской области; - Заслуженный работник образования Брянской области; - Заслуженный работник транспорта Брянской области; - Заслуженный ученый Брянской области; - Заслуженный изобретатель Брянской области; - Заслуженный врач Брянской области; - Заслуженный машиностроитель Брянской области; - Заслуженный работник сельского хозяйства Брянской области. Удостоенным почётных званий вручается соответствующий нагрудный знак и удостоверение к почётному званию. | Положения о почётных званиях Брянской области |

### Ордена
| Изображение награды | Наименование награды | Дата учреждения       | Правила награждения | Источник |
| ------------------- | -------------------- | --------------------- | --- | --- |
|                     | Орден Дружбы народов | 28 сентября 2023 года | Орден Дружбы народов является наградой Брянской области, которая учреждена в целях поощрения лиц, внесших большой личный вклад в укрепление межнационального мира, дружбы и сотрудничества между народами, за плодотворную деятельность в реализации совместных с Брянской областью значимых экономических проектов и привлечении инвестиционных средств в экономику Брянской области, развитие двустороннего и многостороннего сотрудничества, стратегического партнерства и союзничества с Брянской областью в политической, социально-экономической, научно-технической, экологической, демографической, информационной, гуманитарной и других областях. Орденом Дружбы народов награждаются граждане Российской Федерации, иностранные граждане. Награждение орденом Дружбы народов производится правовым актом Губернатора Брянской области, правовым актом председателя Брянской областной Думы. Вручение ордена Дружбы народов и удостоверения к нему производится в торжественной обстановке Губернатором Брянской области, председателем Брянской областной Думы. | Постановление Брянской областной Думы от 28 сентября 2023 года № 7-1344 «Об учреждении ордена Дружбы народов» |

### Почётные знаки
| Изображение награды | Наименование награды                                                                  | Дата учреждения      | Правила награждения | Источник |
| ------------------- | ------------------------------------------------------------------------------------- | -------------------- | --- | --- |
|                     | Почётный знак Брянской области «Материнская слава»                                    | 29 мая 2003 года     | Почётный знак Брянской области «Материнская слава» является наградой Брянской областной Думы и администрации Брянской области. Почётным знаком награждаются многодетные матери, родившие и (или) достойно воспитывающие (воспитавшие) пять и более детей. При представлении к знаку учитывается добросовестное отношение многодетной матери к воспитанию своих детей, которое определяется на основании заключений органов образования, внутренних дел и комиссии по делам несовершеннолетних и защите их прав. Представление многодетной матери к награждению знаком производится при достижении последним ребёнком возраста одного года и при наличии в живых остальных детей этой матери. Учитываются также дети: - усыновленные матерью в установленном законом порядке; - погибшие и пропавшие без вести при защите Отечества или при исполнении иных обязанностей военной службы, либо при выполнении долга гражданина по спасению человеческой жизни, по охране законности и правопорядка, а также умершие вследствие ранения, контузии, увечья или заболевания, полученных при указанных обстоятельствах либо вследствие трудового увечья или профессионального заболевания, либо вследствие несчастных случаев, катастроф, стихийных бедствий. Многодетные матери, награждённые Почётным знаком, получают единовременную премию в сумме 200 минимальных размеров оплаты труда. | Постановление Брянской областной Думы от 29 мая 2003 года № 3-954 "О Почётном знаке Брянской области «Материнская слава»" ---                                       |
|                     | Почётный знак «За заслуги в развитии физической культуры и спорта в Брянской области» | 24 декабря 2009 года | Почётный знак «За заслуги в развитии физической культуры и спорта в Брянской области» является наградой органа исполнительной власти Брянской области в сфере физической культуры и спорта. Награждение Почётным знаком является формой признания особых заслуг в сфере физической культуры и спорта, деле укрепления позитивного имиджа физической культуры и спорта и авторитета Брянской области в России и за рубежом. Почётным знаком награждаются исключительно граждане Российской Федерации. Награждённым Почётным знаком производится единовременная денежная выплата (закон от 5 декабря 2013 года № 105-З). | Закон Брянской области от 24 декабря 2009 года "О Почётном знаке «За заслуги в развитии физической культуры и спорта в Брянской области»"                           |
|                     | Почётный знак Губернатора Брянской области «За милосердие» I, II и III степени        | 14 мая 2004 года     | Почётный знак Губернатора Брянской области «За милосердие» является наградой Губернатора Брянской области и имеет три степени (I, II, III). Почётным знаком награждаются лица, принимавшие участие в областном конкурсе «С благотворительностью и милосердием в XXI век» и ставшие победителями в одной или нескольких номинациях конкурса. Лицо, ставшее победителем областного конкурса «С благотворительностью и милосердием в XXI век» впервые, награждается Почётным знаком III степени. Победитель конкурса во второй и третий раз награждается Почётным знаком II и I степени соответственно. Решение о награждении Почётным знаком принимается постановлением администрации области на основании ходатайства областного оргкомитета конкурса «С благотворительностью и милосердием в XXI век». | Постановление Администрации Брянской области от 14 мая 2004 года № 294 "Об утверждении положения о Почётном знаке губернатора Брянской области «За милосердие»" --- |

### Грамоты, дипломы и благодарности
| Изображение награды      | Наименование награды                                 | Дата учреждения                           | Правила награждения | Источник |
| ------------------------ | ---------------------------------------------------- | ----------------------------------------- | --- | --- |
| Знак к почётной грамоте  | Почётная грамота Губернатора Брянской области        | 14 августа 2008 года --- 28 мая 2013 года | Почётная грамота Губернатора Брянской области является наградой Губернатора Брянской области. Почётной грамотой награждаются граждане Российской Федерации, иностранные граждане, лица без гражданства независимо от места их проживания или пребывания, коллективы предприятий, учреждений, организаций, общественных объединений независимо от места их нахождения, муниципальные образования, районы города Брянска, органы местного самоуправления за особые заслуги в вопросах государственного строительства, государственной, производственной и общественной деятельности, в развитии экономики, науки, культуры, образования, здравоохранения, физической культуры и спорта, а также за иные заслуги и достижения, получившие широкое общественное признание и способствующие развитию области. Награждение Почётной грамотой может быть приурочено к юбилейным датам рождения (50, 55 лет (для женщин), 60, 70 и далее каждые последующие 5 лет) и в связи с юбилейными датами. Юбилейными датами для коллективов считать 25, 50, 75, 100 лет и далее каждые последующие 25 лет со дня основания. Лица, замещающие государственные должности Брянской области, должности государственной гражданской службы Брянской области, работники органов государственной власти Брянской области, иных государственных органов могут быть награждены Почётной грамотой при отсутствии у них ранее грамоты муниципальных районов (городских округов) либо благодарности Губернатора Брянской области. В исключительных случаях Почётной грамотой могут быть награждены граждане Российской Федерации, иностранные граждане за личное мужество, самоотверженные и решительные действия при исполнении служебного или гражданского долга и другие заслуги при отсутствии у них грамоты муниципальных районов (городских округов) либо благодарности Губернатора Брянской области. | Постановление Администрации Брянской области от 14 августа 2008 года № 771 «Об утверждении Положений о Почётной грамоте Губернатора Брянской области, благодарности Губернатора Брянской области и благодарственном письме Губернатора Брянской области» --- Указ Губернатора Брянской области от 28 мая 2013 года № 394 «Об утверждении Положений о Почётной грамоте Губернатора Брянской области, благодарности Губернатора Брянской области и благодарственном письме Губернатора Брянской области» |
|                          | Дипломы Губернатора Брянской области                 | *                                         | Дипломами Губернатора Брянской области награждаются граждане Российской Федерации и коллективы — победители соревнований, конкурсов, смотров, фестивалей, заслужившие признание своими высокими результатами и достижениями, а также граждане и организации Российской Федерации, иностранные граждане и организации — победители конкурсов, внесшие вклад в социально-экономическое развитие Брянской области. Решение о награждении Дипломами Губернатора Брянской области оформляется распоряжением Губернатора Брянской области. | Положения о дипломах Губернатора Брянской области |
| Знак к почётному диплому | Почётный диплом «Брянское качество»                  | 1998 год                                  | Почётным дипломом «Брянское качество» награждаются предприятия, организации и частные предприниматели — победители конкурса «Брянское качество», ежегодно проводимого региональной комиссией по качеству Брянской области. В конкурсе были предусмотрены номинации: - продовольственные товары; - промышленные товары для населения; - продукция производственно-технического назначения; - услуги для населения; - услуги производственно-технического назначения; - изделия народных и художественных промыслов. Конкурс проводится с 1998 года с целью стимулирования предприятий к повышению качества и конкурентоспособности собственных товаров. | О конкурсе «Брянское качество» (Пресс-служба Губернатора и Правительства области) |
|                          | Благодарность Губернатора Брянской области           | 14 августа 2008 года --- 28 мая 2013 года | Благодарность Губернатора Брянской области объявляется гражданам Российской Федерации и иностранным гражданам, государственным гражданским служащим, коллективам учреждений, организаций за: - хозяйственную, научно-исследовательскую, социально-культурную и благотворительную деятельность, направленную на улучшение условий жизни жителей области; - высокие достижения в подготовке квалифицированных кадров, воспитании подрастающего поколения; - поддержание законности и правопорядка; - многолетнюю безупречную и эффективную государственную гражданскую или муниципальную службу. Жителям области объявляется благодарность Губернатора Брянской области при условии их награждения ранее наградами органов местного самоуправления муниципальных образований области либо поощрения в виде благодарственного письма Губернатора Брянской области. В исключительных случаях объявление благодарности Губернатора Брянской области может осуществляться гражданам Российской Федерации, иностранным гражданам за личное мужество, самоотверженные и решительные действия при исполнении служебного или гражданского долга при отсутствии у них наград органов местного самоуправления либо благодарственного письма Губернатора Брянской области. | Постановление Администрации Брянской области от 14 августа 2008 года № 771 «Об утверждении Положений о Почётной грамоте Губернатора Брянской области, благодарности Губернатора Брянской области и благодарственном письме Губернатора Брянской области» |
|                          | Благодарственное письмо Губернатора Брянской области | 14 августа 2008 года --- 28 мая 2013 года | Благодарственное письмо Губернатора Брянской области является формой поощрения Губернатора Брянской области граждан Российской Федерации, иностранных граждан, а также коллективов организаций, предприятий различных форм собственности за развитие социальной, культурной, экономической сфер, благотворительную и другую деятельность, направленную на благо Брянщины, а также личного состава воинских частей Вооруженных Сил Российской Федерации, Министерства внутренних дел Российской Федерации, Федеральной правительственной связи и других формирований, расположенных на территории области, за осуществление мер по обеспечению законности, прав и свобод граждан, доблестное служение и другие заслуги (достижения) перед областью. | Постановление Администрации Брянской области от 14 августа 2008 года № 771 «Об утверждении Положений о Почётной грамоте Губернатора Брянской области, благодарности Губернатора Брянской области и благодарственном письме Губернатора Брянской области» |
|                          | Почётная грамота Брянской областной Думы             | 29 мая 2008 года                          | Почётная грамота Брянской областной Думы является формой поощрения Брянской областной Думой граждан Российской Федерации, иностранных граждан, а также коллективов организаций, предприятий различных форм собственности за заслуги в государственном, хозяйственном, социально-культурном строительстве и иные выдающиеся достижения в общественно значимой деятельности, способствующей развитию области. Жители области могут быть награждены Почётной грамотой при условии их награждения ранее наградами органов местного самоуправления муниципальных образований области или органов государственной власти Брянской области или Почетными грамотами (поощрениями) предприятий, учреждений, организаций Брянской области. В исключительных случаях за проявленные личное мужество, самоотверженные и решительные действия при исполнении служебного или гражданского долга награждение Почётной грамотой жителей области может осуществляться при отсутствии у них наград органов местного самоуправления муниципальных образований области или органов государственной власти Брянской области или наград предприятий, учреждений и организаций Брянской области. | Постановление Брянской областной Думы от 29 мая 2008 года № 4-1782 "Об утверждении положения «О Почётной грамоте и благодарности Брянской областной Думы»" |
|                          | Благодарность Брянской областной Думы                | 29 мая 2008 года                          | Благодарность Брянской областной Думы, оформленная в виде Благодарственного письма - документ, учреждённый Брянской областной Думой в целях поощрения за заслуги в государственном, хозяйственном, социально-культурном строительстве и иные выдающиеся достижения в общественно значимой деятельности, способствующей развитию области. Награждения Благодарственным письмом могут быть удостоены граждане Российской Федерации, проживающие на территории Брянской области, а также жители иных регионов, граждане иностранных государств, лица без гражданства, трудовые коллективы предприятий, учреждений, организаций, общественные объединения. | Постановление Брянской областной Думы от 29 мая 2008 года № 4-1782 "Об утверждении положения «О Почётной грамоте и благодарности Брянской областной Думы»" |

### Памятные и юбилейные медали
| Изображение награды | Наименование награды                                      | Дата учреждения     | Правила награждения | Источник |
| ------------------- | --------------------------------------------------------- | ------------------- | --- | --- |
|                     | Юбилейная медаль «В память 200-летия Ф.И.Тютчева»         | 4 марта 2004 года   | Юбилейная медаль «В память 200-летия Ф.И.Тютчева» является формой поощрения граждан за значительный вклад в развитие Брянской области и за заслуги перед её жителями в сферах общественной жизни: - экономика и промышленность; - наука; - культура и искусство; - образование; - охрана здоровья; - охрана жизни и прав граждан. Юбилейной медалью могут быть награждены граждане Российской Федерации и иностранные граждане. Награждённому юбилейной медалью вручается Почётная Грамота и выдаётся удостоверение к юбилейной медали. Выдача дубликатов юбилейной медали не производится. | Постановление Администрации Брянской области от 4 марта 2004 года № 168-р «Об юбилейной медали «В память 200-летия Ф.И.Тютчева» ---                                    |
|                     | Памятная медаль «В честь подвига партизан и подпольщиков» | 28 января 2010 года | Памятной медалью «В честь подвига партизан и подпольщиков» по представлению Губернатора Брянской области, постоянных комитетов и комиссий Брянской областной Думы, депутатов Брянской областной Думы, руководителей представительных и исполнительно-распорядительных органов муниципальных образований в Брянской области награждаются: - ветераны Великой Отечественной войны, принимавшие непосредственное участие в боевых действиях на территории Брянской области; - Герои Советского Союза, Герои России, полные кавалеры ордена Славы, родившиеся или проживающие на территории Брянской области; - участники партизанского движения и подпольщики; - граждане России и иностранные граждане, внесшие существенный вклад в Победу в Великой Отечественной войне, в патриотическое воспитание населения, в оборонно-массовую и поисковую работу, в увековечение памяти о Победе советского народа в Великой Отечественной войне 1941 - 1945 гг. и боевых действиях советских воинов и партизан на брянской земле. | Постановление Брянской областной Думы от 28 января 2010 года №5-346 "Об учреждении памятной медали «В честь подвига партизан и подпольщиков»" ---                      |
|                     | Памятная медаль «65 лет освобождения Брянской области»    | 29 мая 2008 года    | Памятной медалью «65 лет освобождения Брянской области» по представлению руководителей предприятий, учреждений, организаций, общественных объединений награждаются: - ветераны Великой Отечественной войны, принимавшие непосредственное участие в боевых действиях на территории Брянской области; - Герои Советского Союза, Герои России, полные кавалеры ордена Славы, родившиеся или проживающие на территории Брянской области; - участники партизанского движения и подпольщики Брянской области; - труженики тыла и малолетние узники; - граждане России и иностранные граждане, внесшие существенный вклад в патриотическое воспитание населения, в оборонно-массовую и поисковую работу, в увековечение памяти о Победе советского народа в Великой Отечественной войне 1941 - 1945 гг. и боевых действий советских воинов и партизан на брянской земле. Награждение памятной медалью производится правовым актом Губернатора Брянской области, правовым актом председателя Брянской областной Думы. | Постановление Брянской областной Думы от 29 мая 2008 года № 4-1788 «Об учреждении памятной медали «65 лет освобождения Брянской области» ---                           |
|                     | Памятная медаль «70 лет освобождения Брянской области»    | 27 июня 2013 года   | Памятная медаль «70 лет освобождения Брянской области» учреждена постановлением Брянской областной Думы в честь 70-летия освобождения Брянской области от немецко-фашистских оккупантов в 1943 году и вручается гражданам России, внесшим существенный вклад: - в патриотическое воспитание населения; - в оборонно-массовую и поисковую работу; - в увековечение памяти о победе Советского народа в Великой Отечественной войне и боевых действий советских воинов и партизан на Брянской земле. Награждённые памятной медалью получают статус ветеранов Брянской области. | Постановление Брянской областной Думы от 27 июня 2013 года № 5-1405 «Об учреждении памятной медали «70 лет освобождения Брянской области» --- Статья об учреждении --- |
|                     | Памятная медаль «75 лет освобождения Брянской области»    | 26 июня 2018 года   | Памятной медалью «75 лет освобождения Брянской области» награждаются: - ветераны Великой Отечественной войны, принимавшие непосредственное участие в боевых действиях на территории Брянской области; - Герои Советского Союза, Герои России, полные кавалеры ордена Славы, родившиеся или проживающие на территории Брянской области; - участники партизанского движения и подпольщики Брянской области; - труженики тыла и малолетние узники; - граждане России и иностранные граждане, внёсшие существенный вклад в патриотическое воспитание населения, в оборонно-массовую и поисковую работу, в увековечение памяти о победе советского народа в Великой Отечественной войне 1941—1945 гг. и о боевых действиях советских воинов и партизан на брянской земле. Награждение памятной медалью производится правовым актом Губернатора Брянской области, правовым актом председателя Брянской областной Думы. | Постановление Брянской областной Думы от 26 июля 2018 года № 6-1249 «Об учреждении памятной медали «75 лет освобождения Брянской области» ---                          |
|                     | Памятная медаль «80 лет освобождения Брянской области»    | 25 мая 2023 года    | Памятной медалью «80 лет освобождения Брянской области» награждаются следующие категории граждан: - ветераны Великой Отечественной войны; - инвалиды Великой Отечественной войны; - ветераны боевых действий, родившиеся или проживающие на территории Брянской области; - инвалиды боевых действий, родившиеся или проживающие на территории Брянской области; - Герои Советского Союза, Герои России, полные кавалеры ордена Славы, родившиеся или проживающие на территории Брянской области; - бывшие несовершеннолетние узники концлагерей, гетто, других мест принудительного содержания, созданных фашистами и их союзниками в период Второй мировой войны; - лица, проработавшие в тылу в период с 22 июня 1941 года по 9 мая 1945 года не менее шести месяцев, исключая период работы на оккупированных территориях СССР, либо награждённые орденами или медалями СССР за самоотверженный труд и период Великой Отечественной войны; - граждане Российской Федерации, иностранные граждане и лица без гражданства, внёсшие существенный вклад в патриотическое воспитание населения, в оборонно-массовую и поисковую работу, в увековечивание памяти о Победе советского народа Великой Отечественной войне 1941—1945 гг. и о боевых действиях советских воинов и партизан на брянской земле. | Постановление Брянской областной Думы от 25 мая 2023 года № 7-1245 «Об учреждении памятной медали «80 лет освобождения Брянской области»                               |

## Награды города Брянска
| Изображение награды                 | Наименование награды                                                 | Дата учреждения      | Правила награждения | Источник |
| ----------------------------------- | -------------------------------------------------------------------- | -------------------- | --- | --- |
| Нагрудный знак Почётного гражданина | Звание «Почётный гражданин города Брянска»                           | 8 октября 2008 года  | Звание «Почётный гражданин города Брянска» - является высшей степенью признательности жителей города Брянска. Звание присваивается гражданам Российской Федерации, проживающим на территории города Брянска. В особых случаях звание может присваиваться и жителям иных городов. Звание Почётного гражданина может быть присвоено посмертно. Звание присваивается за выдающиеся заслуги, получившие широкое общественное признание в городе Брянске и за его пределами и способствующие развитию города Брянска. Звание не может быть присвоено: лицу, - замещающему государственную должность Российской Федерации, - государственную должность субъекта Российской Федерации, - высшему должностному лицу муниципального образования, - главе местной администрации. Лицу, замещавшему одну из указанных должностей, звание может быть присвоено не ранее чем через год после прекращения срока его полномочий или работы в данной должности. Звание не может быть присвоено лицу, имеющему неснятую или непогашенную судимость. Лицу, удостоенному звания, или лицу, являющемуся близким родственником гражданина, которому присваивается звание посмертно, вручается Диплом и нагрудный знак Почётного гражданина города Брянска. В качестве документа, подтверждающего факт присвоения этого звания, выдается специальное удостоверение. | Решение Брянского городского совета народных депутатов от 8 октября 2008 года № 1101 "О принятии положения «О Почётном гражданине города Брянска»"                                                        |
|                                     | Почётная грамота Главы города Брянска                                | 29 ноября 2006 года  | Почётная грамота Главы города Брянска - документ, учрёждаемый Брянским городским Советом народных депутатов в целях поощрения награждаемых лиц за заслуги перед городом Брянском. Почётной грамотой могут быть награждены жители города Брянска, граждане Российской Федерации, иностранные граждане, а также юридические лица, общественные объединения. Основаниями для награждения Почётной грамотой являются: заслуги перед городом Брянском в муниципальном строительстве, экономике, науке, культуре, искусстве, воспитании, просвещении, охране здоровья, благотворительной деятельности и иные выдающиеся достижения в общественно значимой деятельности, способствующей развитию города Брянска. | Решение Брянского городского совета народных депутатов от 29 ноября 2006 года №579 «О почётной грамоте главы города Брянска»                                                                              |
|                                     | Почётная грамота администрации города Брянска                        | 30 октября 1997 года | Почётная грамота администрации города Брянска является формой поощрения коллективов предприятий, организаций, учреждений, отдельных граждан за значительные успехи и заслуги в государственном, муниципальном, хозяйственном и социально-культурном строительстве и укреплении обороноспособности Российской Федерации. По решению депутатского комитета или районной территориальной депутатской группы Почётную грамоту от имени городского Совета подписывает и вручает Председатель городского Совета народных депутатов (с выплатой материального вознаграждения или без него). | Постановление Брянского городского совета народных депутатов от 30 октября 1997 года №80 "О положении «О почётной грамоте Брянского городского совета народных депутатов и администрации города Брянска»" |
|                                     | Почётный знак отличия «За заслуги перед городом Брянском» I степени  | 10 февраля 2010 года | Почётный знак отличия «За заслуги перед городом Брянском» является наградой Брянского городского Совета народных депутатов. Почётный знак отличия имеет две степени - I и II. Высшей степенью является I степень. Почётным знаком отличия награждаются граждане Российской Федерации, проживающие на территории города Брянска. В особых случаях Почётным знаком могут быть награждены граждане, проживающие на территории иных населенных пунктов. Почётным знаком отличия награждаются граждане, которые приумножили славу города Брянска, своей работой (деятельностью) заслужили широкую известность и авторитет в городе Брянске. Гражданин может быть награждён почётным знаком при условии его награждения ранее Почётной грамотой Брянского городского Совета народных депутатов или Почётной грамотой Главы города Брянска. Граждане могут быть награждены почетным знаком I степени и II степени без соблюдения последовательности награждения. Основаниями для награждения почётным знаком являются особые заслуги в государственном и муниципальном строительстве, экономике, науке, культуре, искусстве, физической культуре и спорте, воспитании, просвещении, сельском хозяйстве, охране жизни и здоровья, защите прав граждан, благотворительной деятельности и иные заслуги перед городом Брянском.                          | Решение Брянского городского Совета народных депутатов от 10 февраля 2010 года № 242 «О почётном знаке отличия «За заслуги перед городом Брянском»                                                        |
|                                     | Почётный знак отличия «За заслуги перед городом Брянском» II степени | 10 февраля 2010 года | См. «Правила награждения Почётным знаком отличия «За заслуги перед городом Брянском» I степени». | Решение Брянского городского Совета народных депутатов от 10 февраля 2010 года № 242 «О почётном знаке отличия «За заслуги перед городом Брянском»                                                        |
|                                     | Медаль «За вклад в развитие города Брянска»                          | 17 августа 2011 года | Медаль «За вклад в развитие города Брянска» является наградой органа местного самоуправления города Брянска. Медалью награждаются граждане Российской Федерации, проживающие на территории города Брянска и иных населенных пунктов Российской Федерации. Медалью могут награждаться граждане иностранных государств. Основанием для награждения медалью является деятельность в городе Брянске, способствующая развитию строительства и архитектуры, повышению экономического и культурного потенциала, совершенствованию здравоохранения и образования, укреплению законности и правопорядка, а также развитию местного самоуправления и меценатства. Медаль вручается Главой города Брянска, а также по его поручению депутатами Брянского городского Совета народных депутатов, Главой городской администрации, заместителями Главы городской администрации, уполномоченными представителями администрации Брянской области в торжественной обстановке. Лицу, награждённому медалью, вручается удостоверение. | Решение Брянского городского Совета народных депутатов от 17 августа 2011 года № 601 «О медали «За вклад в развитие города Брянска» ---                                                                   |

### Памятные медали
| Изображение награды | Наименование награды                                            | Дата учреждения      | Правила награждения | Источник |
| ------------------- | --------------------------------------------------------------- | -------------------- | --- | --- |
|                     | Памятная медаль «Брянск – город воинской славы»                 | 28 июня 2010 года    | Памятная медаль «Брянск - город воинской славы» является наградой органа местного самоуправления города Брянска. Памятной медалью награждаются граждане Российской Федерации, проживающие на территории города Брянска и иных населенных пунктов Российской Федерации. Памятной медалью могут награждаться граждане иностранных государств. Основанием для награждения памятной медалью является деятельность, способствующая патриотическому воспитанию населения, сохранению исторического наследия в городе Брянске, укреплению международных отношений. Памятная медаль вручается Главой города Брянска, а также по его поручению депутатами Брянского городского Совета народных депутатов, руководителями муниципальных предприятий и учреждений на торжественных собраниях, митингах, иных мероприятиях. Лицу, награждённому памятной медалью, вручается удостоверение. Памятная медаль носится на левой стороне груди ниже государственных и ведомственных наград. | Решение Брянского городского Совета народных депутатов от 28 июня 2010 года № 312 «О памятной медали "Брянск – город воинской славы"» ---                    |
|                     | Памятная медаль «75 лет освобождения города Брянска. 1943-2018» | 31 мая 2017 года     | Памятная медаль является наградой органа местного самоуправления города Брянска и учреждена в связи с 75-летием освобождения города Брянска от немецко-фашистских захватчиков, в целях увековечения памяти защитников города, стимулирования деятельности физических лиц, организаций, общественных объединений, творческих коллективов по патриотическому воспитанию граждан, развития благотворительности и меценатства по увековечению памяти о событиях Великой Отечественной войны 1941-1945 гг. на территории города Брянска. Памятная медаль вручается физическому лицу, организации, общественному объединению, творческому коллективу за большой вклад в патриотическое воспитание граждан, достижения в области образования, культуры и искусства, общественно-полезную деятельность, проявленные благотворительность и меценатство по увековечению памяти о Великой Отечественной войне на территории города Брянска. Решение о награждении памятной медалью на основании ходатайства, поступившего Главе города Брянска, принимается Главой города Брянска и оформляется правовым актом. Памятная медаль вручается Главой города Брянска или по его поручению — депутатом Брянского городского Совета народных депутатов либо лицом, обратившемся с ходатайством о награждении памятной медалью. | Решение Брянского городского Совета депутатов от 31 мая 2017 года № 744 «О памятной медали "75 лет освобождения города Брянска. 1943-2018"» ---              |
|                     | Памятная медаль «80 лет освобождения города Брянска. 1943-2023» | 22 февраля 2023 года | Памятная медаль является наградой органа местного самоуправления города Брянска и учреждена в связи с 80-летием освобождения города Брянска от немецко-фашистских захватчиков, в целях увековечения памяти защитников города, стимулирования деятельности физических лиц, организаций, общественных объединений, творческих коллективов по патриотическому воспитанию граждан, развития благотворительности и меценатства по увековечению памяти о событиях Великой Отечественной войны 1941-1945 гг. на территории города Брянска. Памятная медаль вручается физическому лицу, организации, общественному объединению, творческому коллективу за большой вклад в патриотическое воспитание граждан, достижения в области образования, культуры и искусства, общественно-полезную деятельность, проявленные благотворительность и меценатство по увековечению памяти о Великой Отечественной войне на территории города Брянска. Решение о награждении памятной медалью на основании ходатайства, поступившего Главе города Брянска, принимается Главой города Брянска и оформляется правовым актом. Памятная медаль вручается Главой города Брянска или по его поручению — депутатом Брянского городского Совета народных депутатов либо лицом, обратившемся с ходатайством о награждении памятной медалью. | Решение Брянского городского Совета народных депутатов от 22 февраля 2023 года № 739 «О памятной медали "80 лет освобождения города Брянска. 1943-2023"» --- |